# Arlene Foster
Isabel Arlene Foster (Dernawilt, Irlanda del Norte, 17 de julio de 1970) es una política y abogada británica, líder del Partido Unionista Democrático desde diciembre de 2015 y miembro de la Asamblea de Irlanda del Norte por Fermanagh y South Tyrone desde 2003. En enero de 2020 asumió el puesto de Ministra Principal de Irlanda del Norte junto a Michelle O'Neill que ha sido designada viceministra principal. Asumieron los cargos después de tres años de parálisis.
Foster había ocupado ya el puesto de enero de 2016 a enero de 2017 compartido con Martin McGuinness. El ejecutivo cayó en enero de 2017 por un caso de irregularidades financieras en la gestión de un programa de energías renovables.
Foster formó parte del ejecutivo de Irlanda del Norte como Ministra de Medio Ambiente de 2007 a 2008, Ministra de Empresa e Inversión de 2008 hasta 2015 y Ministra de Finanzas y Personal de 2015 a 2016.

## Biografía
Nacida en la localidad noirlandesa de Dernawilt, perteneciente al Condado de Fermanagh, el día 17 de julio de 1970. Desde niña vivió el Conflicto de Irlanda del Norte (1968 - 1998) y debió superar el intento de asesinato de su padre un policía de la Royal Ulster Constabulary  y un atentado cuando a los 16 años, el autobús escolar en el que viajaba fue blanco de una bomba del IRA.
Realizó sus estudios primarios y secundarios en su localidad natal y se trasladó a Belfast, donde se licenció en Derecho ("Bachelor of Laws, LL.B.") por la Universidad Queen’s de Belfast. En esta universidad fue donde inició su carrera política, uniéndose al  (UUP) y desempeñándose entre 1992 a 1993 como Presidenta de la Asociación de Estudiantes.
Tras finalizar su formación universitaria se mantuvo activa en el partido, presidiendo su ala juvenil "Ulster Young Unionist Council (UYUC)". En 1996, se convirtió en secretaria del órgano de gobierno y del Consejo y años más tarde en 2003 fue una de las candidatas en las listas para las elecciones a la Asamblea de Irlanda del Norte, resultando elegida como diputada en sustitución del escaño del político Joan Carson.
En 2004 abandonó el Partido Unionista del Úlster por el DUP, el Partido Unionista Democrático que se oponía al Acuerdo de Viernes Santo. 
Ocupó varios puestos ministeriales en el ejecutivo de Irlanda del Norte como Ministra de Medio Ambiente de 2007 a 2008, Ministra de Empresa e Inversión de 2008 hasta 2015 y Ministra de Finanzas y Personal de 2015 a 2016.
El 11 de enero de 2016 fue elegida primera ministra del Gobierno de Irlanda del Norte junto a Martin McGuinness. Tuvo que dimitir de su cargo por la renuncia del vice primer ministro principal McGuinness,  el 9 de enero de 2017. La dimisión de McGuinness fue en protesta por la negativa de Foster a hacerse a un lado mientras durara la investigación sobre un escándalo en la gestión de ayudas a las energías renovables cuando Foster ejercía como ministra de Empresa y que podría costar a los contribuyentes norirlandeses unos 490 millones de libras. Esta dimisión provocó la convocatoria de nuevas elecciones en Irlanda del Norte el 2 de marzo de 2017.
Después de tres años de parálisis y nueve meses de negociaciones se logró un acuerdo entre partidos para restaurar el  gobierno autónomo que tomó posesión el 11 de enero de 2020 con Foster a la cabeza junto a Michelle O'Neill.

## Premios y reconocimientos
- En 2008, fue reconocida como miembro de la Asamblea del año y ganó el Premio Women in Public Life.

- 2016 Ministro del Año – BBC The View Awards
- 2016 nombrada miembro del Consejo Privado de Su Majestad.[7]

## Vida personal
Foster está casada con Brian Foster y tiene tres hijos.